# 愛知県立旭陵高等学校
愛知県立旭陵高等学校（あいちけんりつきょくりょうこうとうがっこう, Aichi Prefectural Kyokuryo High School）は、日本の愛知県名古屋市東区出来町にある通信制課程のみを有する県立高等学校。
愛知県立旭丘高等学校に隣接している。

## 概要
歴史
1948年（昭和23年）に愛知県第一中学校に附設された通信教育学校部を前身とする。発足して1年も立たないうちに、学制改革や高校再編により、愛知県第一中学校、愛知県立第一高等学校、愛知県立旭丘高等学校と改称し、通信教育部は継承された。通信教育部が通信制課程となったのは1961年（昭和36年）。1971年（昭和46年）に旭丘高校から分離し、現校名の「愛知県立旭陵高等学校」として独立。2021年（令和3年）に独立開校50周年を迎えた。
設置課程・学科
通信制課程 普通科 （単位制）
- なお、以下のような学科もある。

- 特科 - 知識・教養を高めることを目的とし、単位修得や高卒資格は得られない。2024年度現在、募集を停止している。
- 併修 - 県内の定時制高校生 の単位修得。さらに全日制高校で「あいち・知と技の探求教育特区」に参加する生徒の併修制度もある。

校章
校名の「旭」を図案化したものになっている。
校歌
作詞は久野保佑、作曲は水谷昌平による。歌詞は3番まであり、各番に校名の「旭陵高校」が登場する。独立開校10年を迎えた1981年（昭和56年）に制定された。

## 沿革
旭丘高校通信制課程時代
- 1948年（昭和23年）
  - 2月- 愛知県第一中学校に通信教育学校部が付設される。
  - 4月1日 - 学制改革により、新制高等学校「愛知県立第一高等学校」（男子校）が発足。
    - 通信教育部が継承される。実施科目は国語甲一・二、専任2名で発足。

  - 10月1日 - 名古屋市立第三高等学校との統合で、「愛知県立旭丘高等学校」（男女共学）に改称。
    - 通信教育部が継承される。校長に小川卓爾が就任。
- 1956年（昭和31年）
  - 4月1日
    - 体育が実施科目に加えられ、卒業に必要な全科目が開講される。
    - はじめて協力校が設けられ、半田、安城、足助、国府、新城の県立高校5校が協力校となる。
- 1957年（昭和32年）10月 - 定時制通信制教育10周年記念式典を旭丘高校で挙行。
- 1959年（昭和34年）
  - 3月 - この年度の卒業生8名。その内2名が、通信教育で全科目を履修したはじめての卒業生となる。
  - 4月1日 - 足助高校との協力校関係を解消し、豊田西高校が新しく協力校に加わる。
- 1960年（昭和35年）4月1日 - 国府高校との協力校関係を解消し、豊橋東高校が新しく協力校に加わる。
- 1961年（昭和36年）
  - 4月1日 - 半田高校、新城高校との協力校関係を解消。校長に栗山卓士が就任。
  - 10月31日 - 学校教育法が一部改正され、通信教育部から「通信制課程」となる。
- 1963年（昭和38年）4月 - 教育課程を全面的に改正。
- 1965年（昭和40年）
  - 3月 - 卒業生が100名を超える（総数126名のうち、通信教育で全科目習得した卒業生105名）。
  - 4月1日 - 協力校での授業を充実。
    - 安城高校で第1～第4年次の全科目を実施。
    - 豊橋東高校と豊田西高校で第1、第2年次の科目の面接指導を実施。
- 1966年（昭和41年）3月 - 通信制の専用校舎が完成。
- 1967年（昭和42年）4月1日 - 愛知県立刈谷高等学校通信制課程の新設により、定員を改定。
  - 募集定員を従来の400名から、旭丘高校通信300名・刈谷高校通信300名に改定。
  - 豊橋東高校、豊田西高校の協力校関係を解消し、協力校をすべて安城高等学校に統合。
- 1969年（昭和44年）
  - 4月1日
    - 安城高校での協力校面接指導を休止し、本校での面接指導を充実する。
    - 刈谷高等学校の通信制課程が新設の愛知県立刈谷東高等学校に移管される。

分離・独立
- 1971年（昭和46年）
  - 2月 - 通信制課程の分離・独立が認可される。旭丘高校長の山本薫が併せて新設の旭陵高校長事務取扱に就任。
  - 4月1日 - 「愛知県立旭陵高等学校」（現校名）が発足する。初代校長に瀧元豊太良就任。
  - 11月14日 - 開校記念式典が挙行される。
- 1973年（昭和48年）4月 - 教育課程が改定され、第1年次から順次移行を開始。
- 1974年（昭和49年）6月 - 校舎の増築が完成。
- 1975年（昭和50年）4月 - 火曜日クラスを編成し、火曜日にも面接指導を実施することになる。
- 1981年（昭和56年）3月 - 開校10周年を記念して、校歌を制定。
- 1982年（昭和57年）4月 - 教育課程が改定され、第1年次から順次移行を開始。
- 1984年（昭和59年）
  - 4月 - この年から大学入学資格検定合格科目の単位認定を実施。
  - 5月 - 同窓会「旭陵会」が発足。1971年（昭和46年）度から1983年（昭和58年）度までの卒業生徒数は、1,006名に達する。
- 1988年（昭和63年）4月1日 - 協力校を廃止。募集定員を300名から約400名に変更。
- 1989年（平成元年）
  - 3月- 専用の普通教室を4教室増設。
  - 4月- 学校教育法の一部改正により、修業年限が3年以上とし、2学期制を導入。
- 1995年（平成7年）12月- 校舎一部の大規模改修を実施。
- 1996年（平成8年）4月1日 - 募集定員を約400名から約320名に変更。
- 2003年（平成15年）4月1日 - 募集定員を約320名から約400名に変更。
- 2005年（平成17年）3月 - 新入学選抜（入試）が前期と後期の年2回実施されるようになる（前期募集・後期募集）。
- 2006年（平成18年）3月 - 募集定員を約400名から約360名に変更。
- 2010年（平成22年）
  - 10月24日 - 創立40周年記念式典を挙行。あわせて第10回学校祭、東海四県交歓会を開催。
  - 12月12日 - 後期生徒総会において2011年（平成23年）度以降の体育祭が廃止されることが発表された。
- 2021年（令和3年）
  - 創立50周年。

## 施設設備
教室
本校の校舎は小規模であるため、面接指導の多くやLTは隣接している愛知県立旭丘高等学校の教室を間借りして行われている。なお旭丘校舎は旭陵校舎とは異なり冷暖房完備である。
図書室
小規模ではあるが旭陵校舎1階に設けられており、図書の貸出も行っている。また、面接指導の空き時間などにレポート作成をする生徒などにも利用されている。
体育館
本校に体育館はない。そのため体育の面接指導は愛知県立旭丘高等学校の大体育館（鯱光館）や小体育館、武道場、グラウンド、などを間借りして行われる。
事務室
旭陵校舎1階にあり、レポート提出窓口となる「レポート投入口」が設置されている。また、学割証の発行なども行っている。
職員室
旭陵校舎2階および3階にある。
保健室
旭陵校舎1階にある。内服薬は常置されていない。
相談室
旭陵校舎3階にある。悩みがある生徒が個人的にスクールカウンセラーが訪れた際に話ができるように設けられている。
自販機
飲料の自動販売機が旭丘校舎中庭入口付近に2台設置されている。

## 年次編成
年次（学年）は、前年度までに修得した単位によって配属年次が決められている。
- 1年次 - 新入生および前年度までに修得した単位が13単位以下の者。
- 2年次 - 前年度までに修得した単位が14～27単位の者。
- 3年次 - 前年度までに修得した単位が28～45単位の者。
- 4年次 - 前年度までに修得した単位が46単位以上で、その年度に卒業見込みの者。

## 卒業の認定
卒業の認定は、次の条件をすべて満たした場合におこなわれる。
- 3か年以上の在籍年数 - 高等学校における在籍年数（本校以外も含む）が、通算して3か年以上。
- すべての必履修科目の修得。
- 修得単位数が74単位以上。
- 30時間以上の特別活動出席時数 - 2・3年次生として入学したものは20時間、4年次生として入学したものは10時間。

## 単位の修得
単位の修得には、添削指導、面接指導、試験のすべてに合格することが必要である。
添削指導（報告課題＝レポート）
科目によって3～12通程度のレポートを提出する。各回ごとに提出期限が設けられており、期限内に添削を受け合格しなければならない。
誤答が多かったり、記入漏れによる空欄があると「再提出」や「提出と認めず」となり再度提出しなければならない。
また、前期・後期の2期で区切って遅滞レポート提出期限が設けられており、その期限内に合格しなければ、その単位は学習中断（単位不認定）となる。
特に提出期限に関しては厳格であり、理由の如何（郵便事故による遅延等）によらず提出期限内に合格しなければ、その単位は学習中断（単位不認定）となる。
面接指導（スクーリング）
日曜開講のX面接およびY面接と、火曜開講のz面接がある。XY面接共に年間8回ずつ、合計24回設けられている。z面接は体育が8回、他科目は年3回程度開講される。
科目ごとに必要面接指導時数が決められており、その時数以上出席しないとその単位は学習中断（単位不認定）となる。
XY面接では50分間の授業が1限から6限まで開講され、6限終了後にロングタイムホームルーム（LT）が行われる。3限と4限の間に50分間の昼休みが設けられている。
z面接では50分間の授業が1限から5限まで開講される。LTは行われない。3限と4限の間に70分間の昼休みが設けられている。
出席時数の不足を視聴記録（NHK高校講座を視聴しレポートを提出）や補充面接、校外学習等で補うことができる科目がある。
試験
試験は前期・後期の年2回受験しなければならない。添削指導に合格していないと受験資格を得ることができない。定期試験・再試験ともに受験しなかった場合はその科目は学習中断となる。
基準点に満たない場合は所謂赤点となり追試験を受けなければならない。
- 定期試験（100点満点・45分間） - 前期と後期、それぞれX・Y試験に分けて2週連続で行われる。
- 再試験（80点満点・30分間） - 定期試験がやむを得ない理由で受験できなかった場合に「再試験連絡票」が送付され受験することになる。ただし成績不良の場合でも追試験を受けることはできない。
- 追試験（30分間） - 定期試験の得点が基準点に達しなかった場合、「追試連絡票」が送付され受験することになる。合格すると基準点まで引き上げられる。

## 登下校
多くの生徒は公共交通機関や自転車を利用して通学している。通学にJR、名鉄、近鉄線を利用する場合は、割引回数券（各社5割引）を利用できる。
原付、自動二輪での通学も認められている。自動車通学は、原則として禁止されている。

## 校則
制服（標準服）の規定はない。様々な年齢の生徒がいるため生徒個人の判断に任されている。そのため服装や髪型の規定などは全くない。
校舎内はもちろん学校敷地内は全面禁煙である。

## 学校行事
4月
- 入学式
- オリエンテーション

7月
- 校内生活体験発表会
- 夏季宿泊面接指導（林間学校）1泊2日　※　希望者のみ - 乗鞍高原

9月
- 前期試験

- 宿泊面接指導（修学旅行）1泊2日　※希望者のみ　 - 京都

10-11月
- 学校祭

1月
- 冬季宿泊面接指導（スノーボード学校）1泊2日　※希望者のみ　 - ひるがの高原
- 後期試験

3月
- 卒業証書授与式 - 卒業式は校内ではなく愛知県名古屋市東区にある中電ホールにて行われる。

## 部活動
自由参加である。面接指導日のLT後に行われている。
複数の部に所属することもでき、顧問の同意があれば年度途中でも変更、加入できる。
運動部
テニス、バドミントン、サッカー、卓球、陸上競技、ソフトボール
文化部
手芸、映画研究、美術、写真、書道、茶華道、パソコン

## 交通
- JR中央本線・名鉄瀬戸線・名古屋市営地下鉄名城線・名古屋ガイドウェイバスガイドウェイバス志段味線（ゆとりーとライン）大曽根駅から徒歩10分。
- 名古屋市営バス・基幹バス古出来町バス停より徒歩3分。